# Ignacio Vallarta
Pour les articles homonymes, voir Vallarta.
José Luis Miguel Ignacio Luis Vallarta Ogazón, né le 9 octobre 1830 à Guadalajara, Jalisco, au Mexique et mort le 31 décembre 1893 à  Mexico, est un juriste et homme politique mexicain, gouverneur de l'état mexicain du Jalisco de 1872 à 1876.  

## Biographie
Ignacio Vallarta est diplômé de l'université de Guadalajara en droit en 1854. Mais il rejoint bientôt la politique, aux côtés du gouverneur libéral de Jalisco, Santos Degollado, opposé au traditionalisme, représenté par   l’évêque Pedro Espinosa of Guadalajara. Vallarta soutient aussi  Benito Juárez pendant la Guerre de Réforme et l'Intervention française au Mexique et assiste aux côtés de Juarez à la convention qui écrit la constitution du Mexique en 1857. Après un exil aux États-Unis, il siège dans le cabinet de Juarez au moment de la restauration, mais démissionne à cause de son opposition  au ministre des Affaires étrangères de Suarez,  Sebastián Lerdo de Tejada. 
Vallarta est élu gouverneur de Jalisco en 1871. Pendant son mandat, il met en particulier en place la loi sur l'enseignement public en 1874, et fait reconstruire différents bâtiments officiels. En 1876, il devient Secrétaire des affaires étrangères de Porfirio Díaz et en 1877, simultanément, président de la Cour suprême de Mexico. Il se retire des affaires publiques en 1882 pour se consacrer à la pratique du droit jusqu'à sa mort, de fièvre typhoïde, en 1893. Il est enterré dans la Rotonde des Personnes illustres à Guadalajara.
Son nom est attribué à Puerto Vallarta et à l'avenue Vallarta, à Guadalajara. 
Ignacio Vallarta est l'aïeul du physicien Manuel Sandoval Vallarta (1899-1977).

## Sources
- Cuadernos del Instituto de Investigaciones Jurídicas: a cien años de la muerte de Vallarta Mexico, DF (1994) UNAM Press - collection with several essays on the juridical legacy of Ignacio Vallarta.  Available online at the Biblioteca Jurídica. (In Spanish)
- González Navarro, Moisés - Trascendencia histórica de la obra de Vallarta in Cuadernos del Instituto de Investigaciones Jurídicas: a cien años de la muerte de Vallarta
- Madrazo, Jorge - Ignacio Vallarta y la pena de muerte in Cuadernos del Instituto de Investigaciones Jurídicas: a cien años de la muerte de Vallarta
- Río Rodríguez, Carlos del - Vallarta: hombre universal in Cuadernos del Instituto de Investigaciones Jurídicas: a cien años de la muerte de Vallarta